# Koerhuis (Deventer)
Het Koerhuis of Keurhuys was een wachthuis met uitkijkpost ten zuiden van de Nederlandse stad Deventer. Tussen wachtpost en stad lagen de koerhuisweiden. Het gebouw stond aan de Zutphenseweg, ongeveer op de plek waar deze sinds 1972 kruist met autosnelweg A1.
De naam komt van het Middelnederlands coeren, dat op de uitkijk staan betekent. Het Koerhuis werd voor het eerst vermeld in de 14e eeuw. De wachttoren stond aan de weg van Deventer naar Zutphen, ongeveer 1750 meter buiten de vestingmuur van de stad. Het Koerhuis stond aan de Dorther- of Koerhuisbeek die ter plekke de grens vormde tussen Overijssel en Gelderland. Hier was een brug en een doorgang in de Sallandse landweer. De toren was altijd door een koer of torenwachter bezet om de toegang naar de stad en de gemeenschappelijke stadsweiden te bewaken. Bij onraad overdag werd een grote mand op en neer gelaten, bij onraad 's nachts werd op de toren een vuur gestookt om de stadswacht te waarschuwen. Tijdens onlusten in 1521 werd de toren door de Geldersen ingenomen en de bezetting gedood. In 1656 werd de weg naar Zutphen verbeterd en kwam het Koerhuis in gebruik als tolhuis.
In de eerste helft van de 19e eeuw werd het verbouwd tot een uitspanning met herberg, waarbij het uitkijktorentje en het dak werden vervangen door een overkapping met een veranda. Het werd vooral 's zomers druk bezocht door mensen die vanuit de stad een wandelingetje gingen maken. Herbergier Willem Jan Bonhof was van 1856-1865 de laatste pachter van het Koerhuis. Rond 1866 is het gebouw gesloopt.
Langs het Koerhuis liep de Koerhuisbeek, waar in 1936 de op een na oudste menselijke schedel van Nederland en onder meer botten van het reuzenhert werden gevonden.

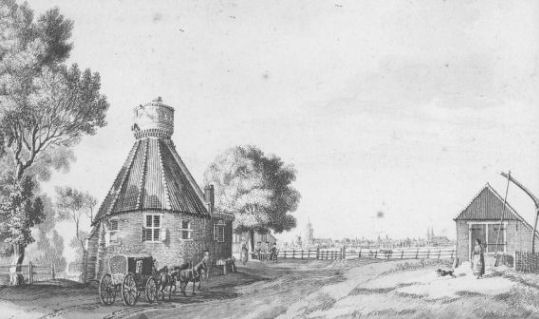
Het Koerhuis in 1744
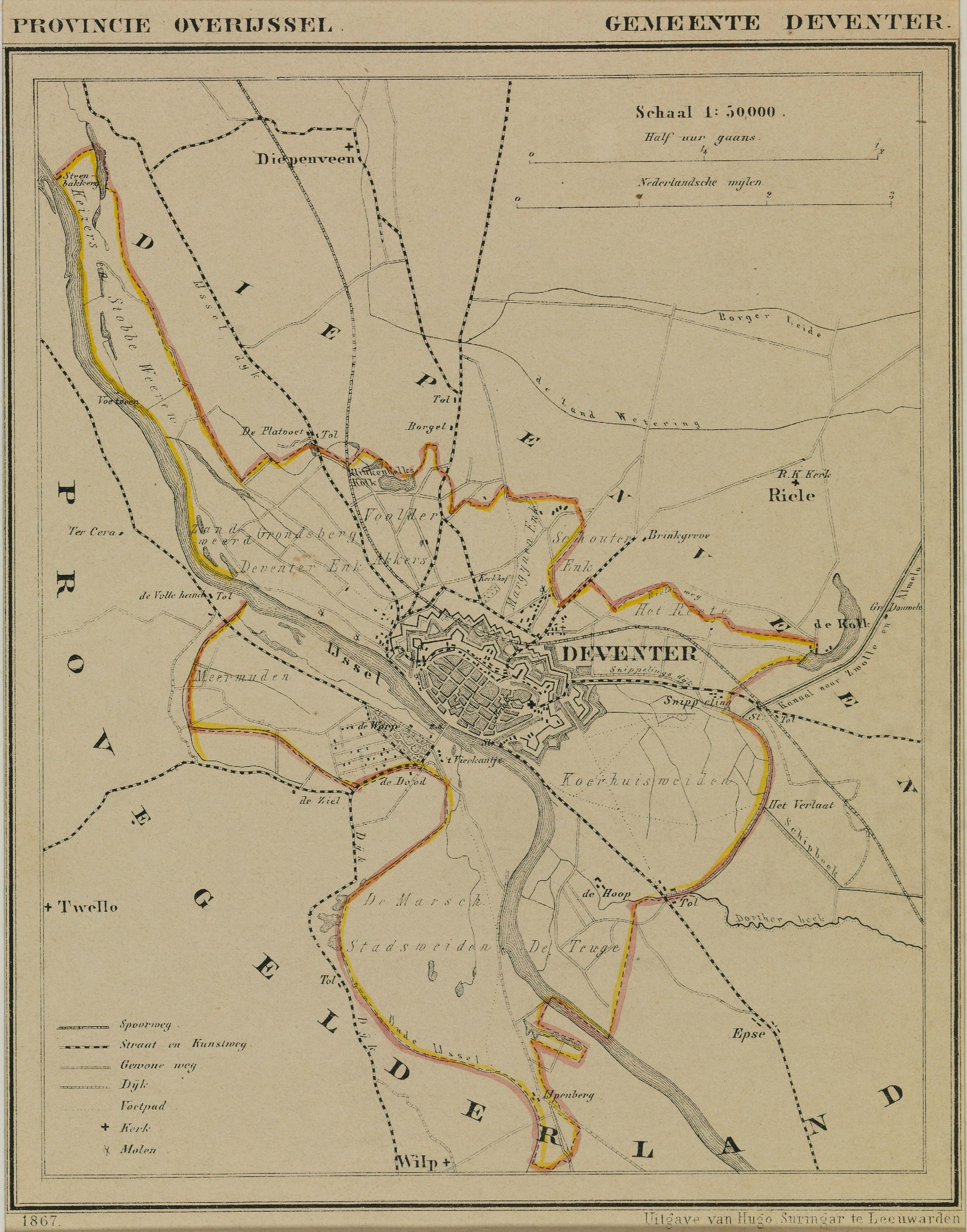
Kaart uit 1867 met de Koerhuisweiden. Het Koerhuis staat aangegeven als Tol.